# 奥さんお買得です
奥さんお買得です（おくさんおかいどくです）は、かつて秋田テレビで平日午前に生放送していた主婦向けのローカル番組。
「奥さんお買い得です」は誤り。

## 概要
1975年3月スタート。月～金曜の10:30⊶10:45→後に11:15-11:30生放送の帯番組だった。
番組は県内複数社のスーパーマーケットの特売情報をメインとして（当時まだ全国チェーンのスーパーは少なかった）、スポンサーの食品メーカーからのお知らせや季節の話題などで構成された。
一種のインフォマーシャル番組であった。
しかし大店法による中央資本の進出、またライフスタイルの変容等もあって視聴率が苦戦。このため、前の時間帯である11:00-11:15に番販でネットしていたCBC制作昼の連続ドラマ枠も含めて一旦両番組を終了させ、1992年10月から新番組として30分に拡大した「悠遊奥様倶楽部」をスタートさせた。しかしこれも長くは続かず、結局キー局フジテレビの番組どうーなってるの?!を途中の時期より同時ネットする事になり（但しネット開始当初月曜は11:00より飛び乗り）、今に至る。
時は変わり、金曜夕方の生放送番組「SUPER jumpin'」内のコーナーとして2014年9月5日より「奥さんお買得ですリターンズ」の名称で復活したが、これも番組自体が終了している。

## 番組内容
- 県内スーパーの特売告知　…タカヤナギ・いとく（当時は別々のチェーン）、ト一屋、マルダイ、アイマート・つるまい（現在のイオン東北の前身）、ジャスコ土崎港店（現在のイオン土崎港店。チェーン店単位でが殆どの中この店だけ単独での告知）、ほか
- スポンサー食品メーカーの生コマーシャル

ほか

## 司会者
- 加藤寿一（当時AKTアナウンサー）
- 塩田耕一（同上）
- 石塚真人（同上）元社長
- 渡辺由美子（同上）
- 高橋紀子（同上）元シグマセブン所属のフリーアナ
- 豊島やよい（同上）
- 保坂るみ子
- まるさん

ほか

## エピソード
放送開始直前（11:14.45-11:15.00）と終了直後（11:29.00-11:29.15）には、なかよしのスポットCMが必ず流れていた。AKTではこの時間にしか流れないもので、美しく青きドナウをBGMに、秋田の自然のヒトコマをシンプルにVTRに収めていた。春夏秋冬ごとに異なった内容だった。
この自社製作番組放送期間中のAKTは、フジテレビ及びいくつかの系列局でネットしていた「リビング11」から「ジョーダンじゃない!?」までの情報番組のネット受けをしなかったのは勿論だが、その中のESSEの料理コーナー「夕食ばんざい」やディノスの通販コーナーも、近隣他県とは違い番組も雑誌のスポットCMも一切放送されず、1987年秋ごろは平日15：55のディノス通販番組「ハートコール・エクスプレス」を同時ネットするにとどまった。